# Зсередини (Цілком таємно)
Зсередини (Within) — 1-й епізод восьмого сезону серіалу «Цілком таємно». Епізод належить до «міфології серіалу» та надає можливість краще з нею ознайомитися. Прем'єра в мережі «Фокс» відбулася 5 листопада 2000 року.
У США серія отримала рейтинг Нільсена, рівний 9.5, це означає, що в день виходу її подивилися 15.87 мільйона глядачів.

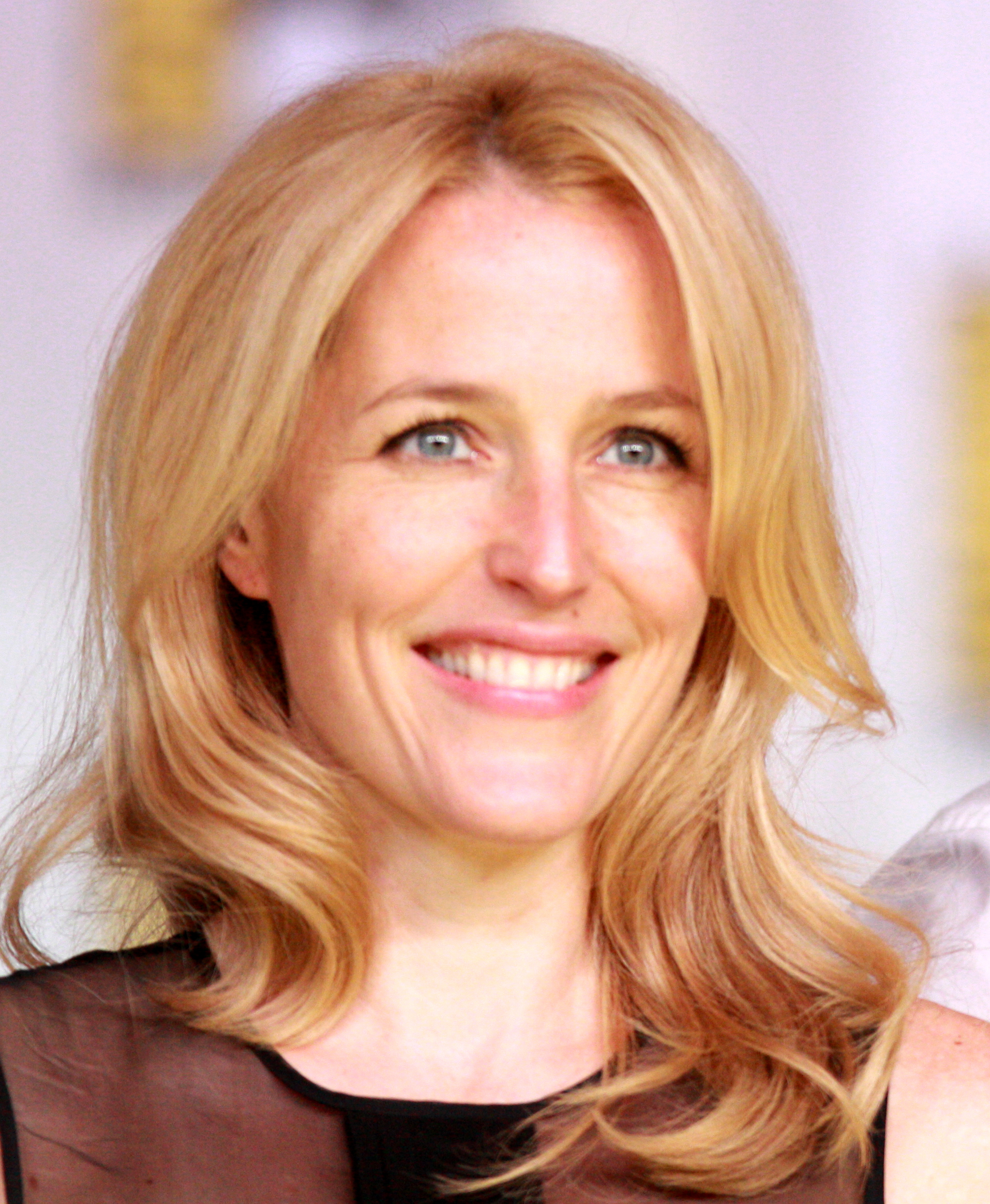

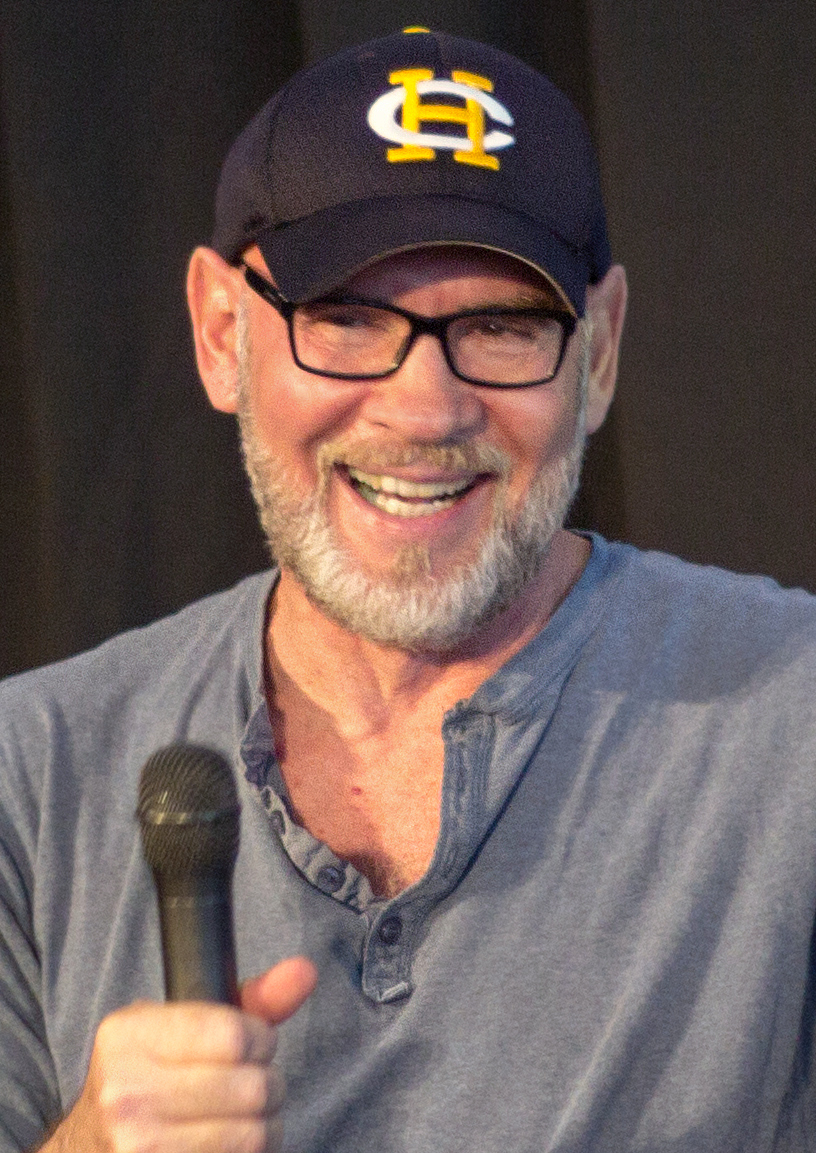

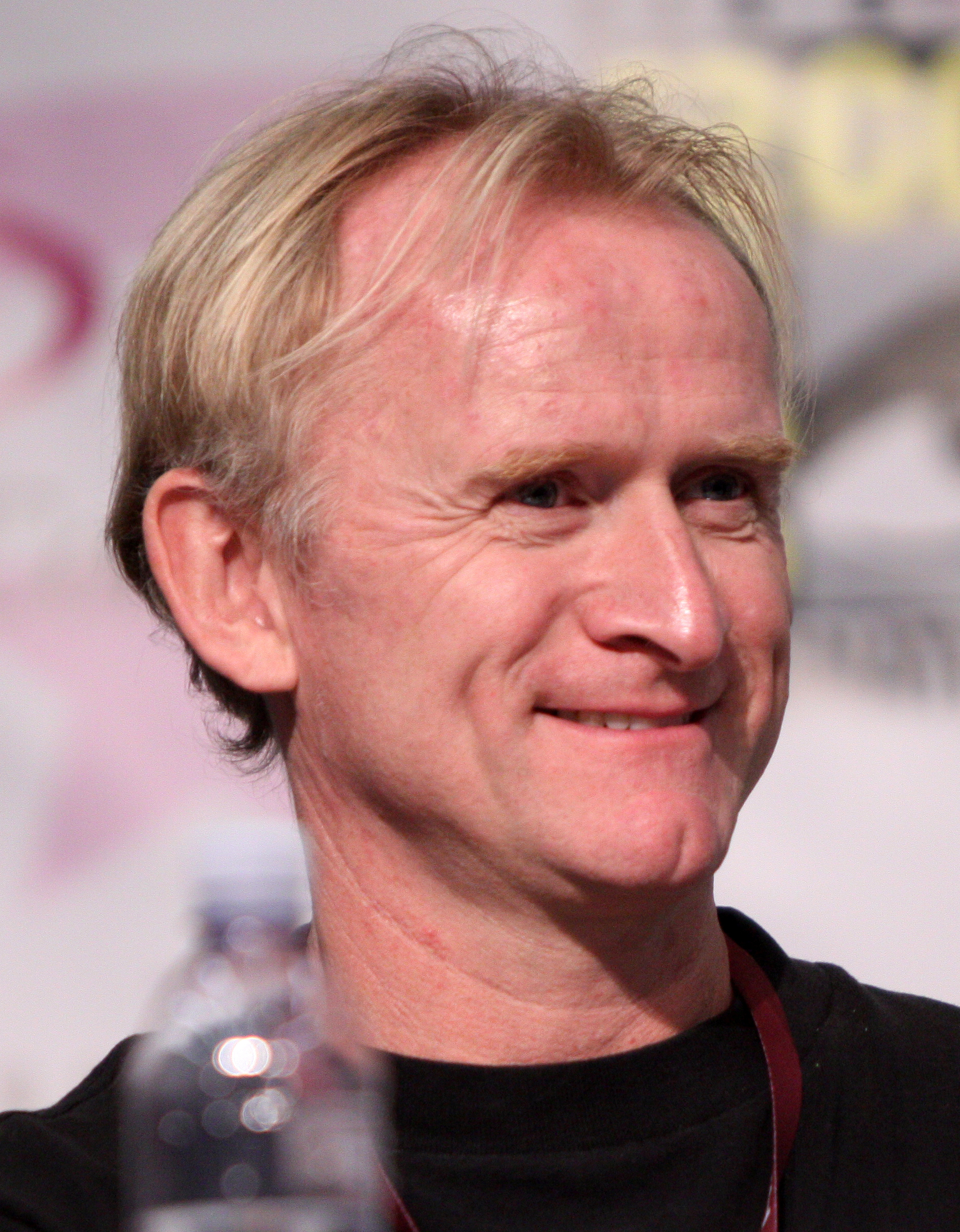

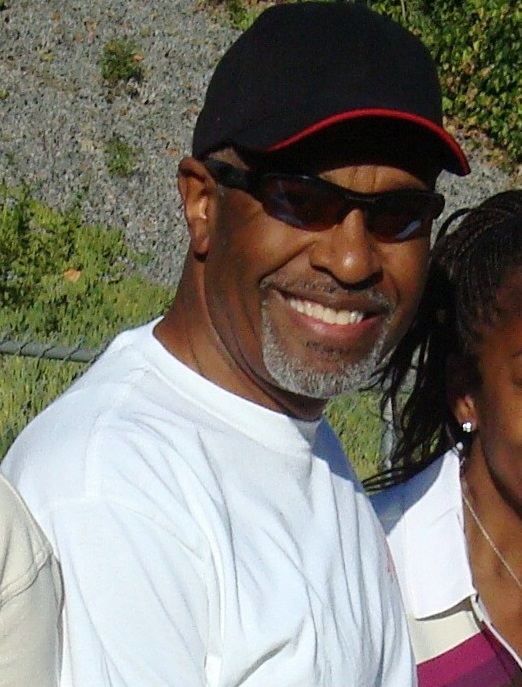

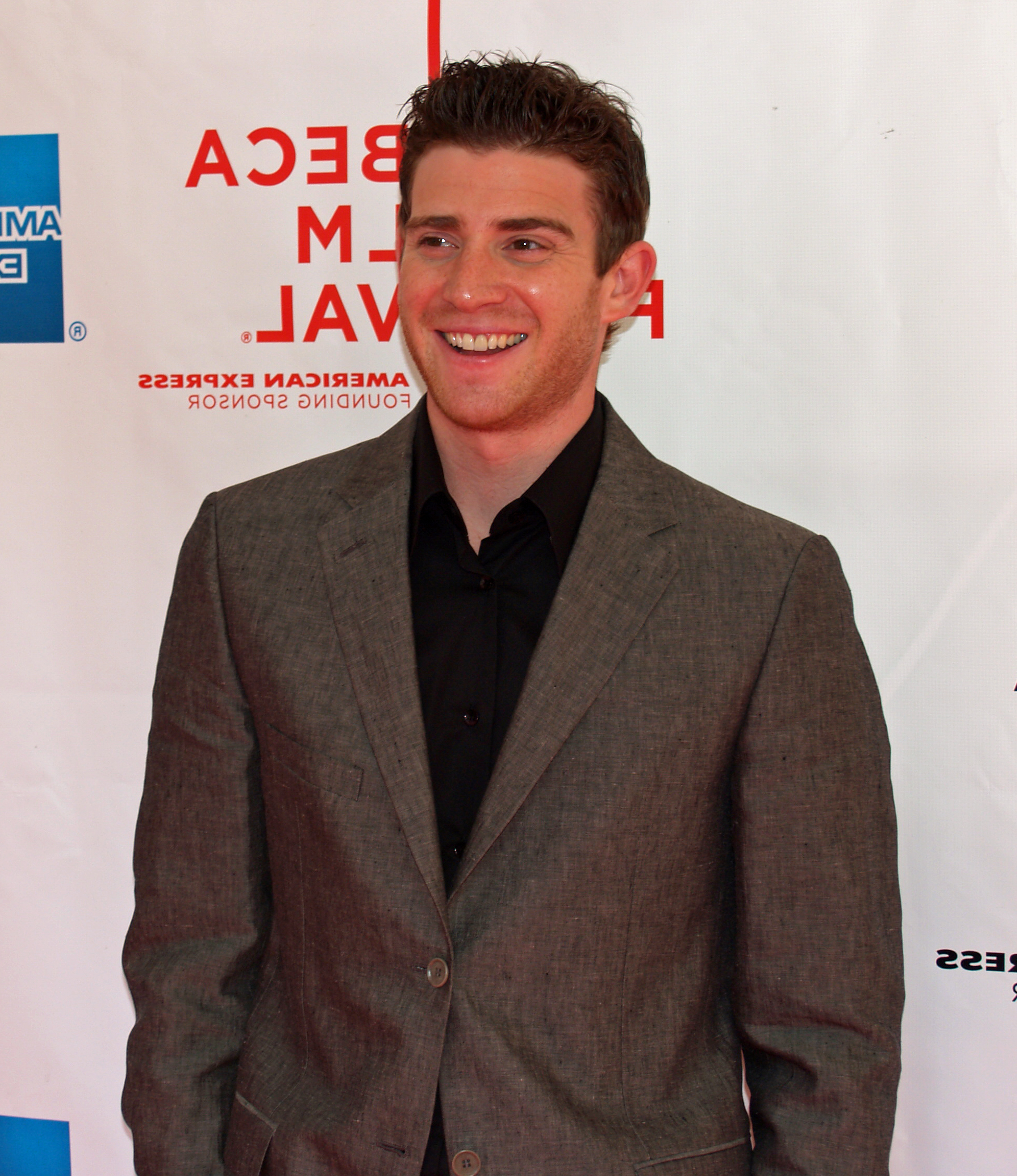

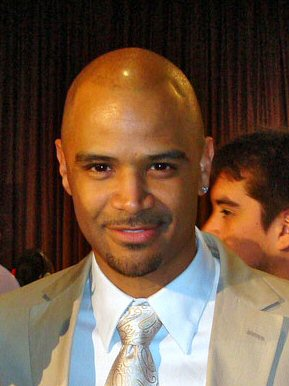

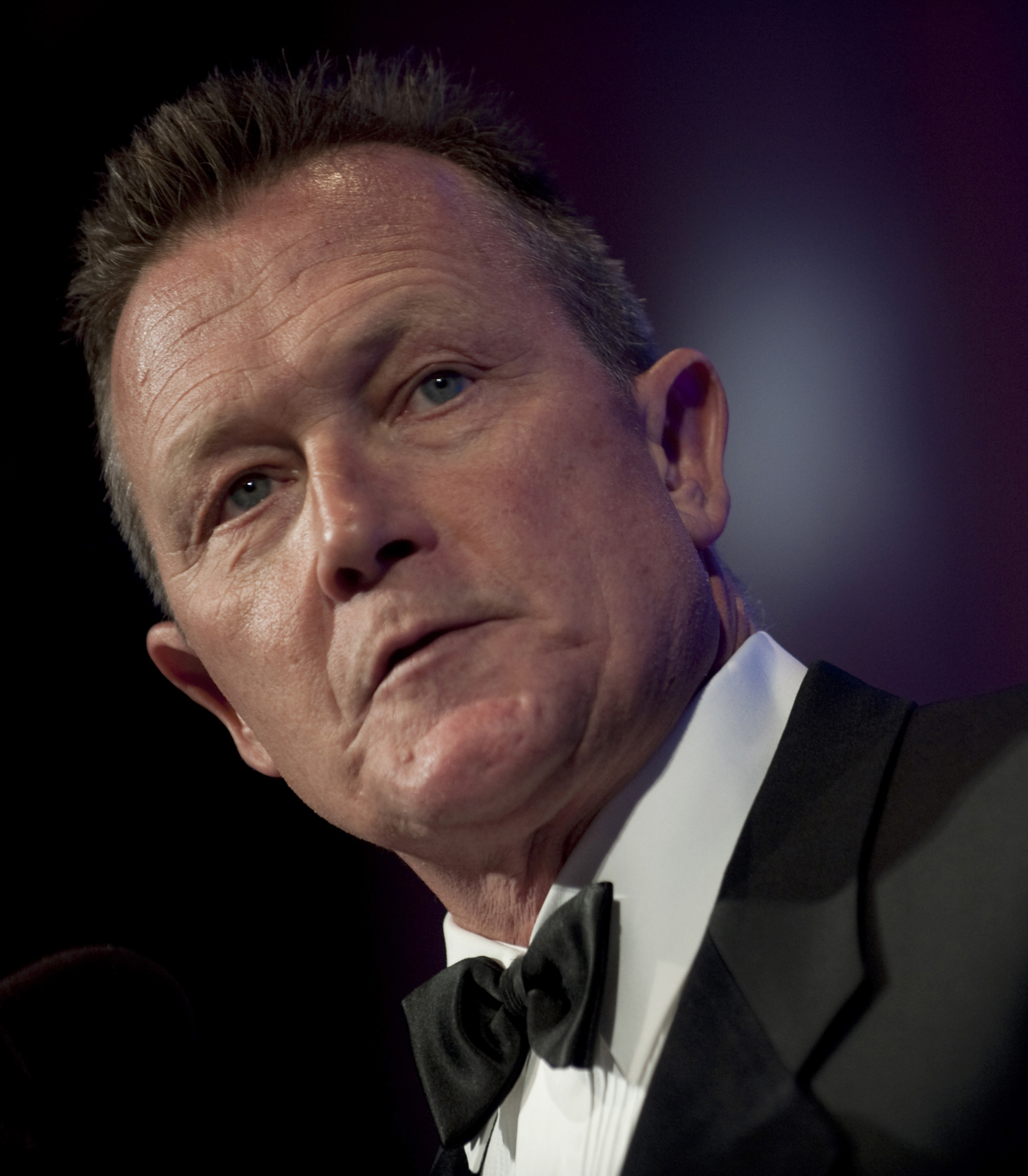

Дейна Скаллі переживає глибокі душевні переживання, пов'язані з викраденням Малдера інопланетянами. В офісі Малдера вона стикається з агентами ФБР, яким новий заступник директора — Елвін Керш — доручив відшукати її колегу. Розслідування у справі про зникнення Малдера веде спеціальний агент Джон Доггетт.

## Зміст
Істина поза межами досяжного
Дейна Скаллі була дуже збентежена, оскільки Фокса Малдера викрали інопланетяни. І їй сняться жахіття щодо цього.
Одного ранку вона приїжджає до офісу свого партнера, та виявляє, що його обшукують агенти ФБР. Скаллі дізнається, що знову шукати Малдера сприяло Бюро — заступник директора, Елвін Керш. Він почав полювання на людей в пошуках Малдера. Розслідування веде спеціальний агент ФБР Джон Доггетт. Дейна умовляє Скіннера не руйнувати свою кар'єру бажанням свідчити про викрадення Фокса інопланетянами — на своїй посаді Волтер зможе краще допомогти в пошуках — ніж будучи безробітним. Скаллі та Скіннер прибувають до виїзного офісу групи швидкого реагування для допиту. Поки допитують Скіннера, до Скаллі звертається неназвана особа, яка починає розпитувати її про Малдера. Коли Скаллі дізнається, що він насправді Доггетт, то сердито виплескує йому воду в обличчя і йде.
Повернувшись до своєї квартири, Скаллі проводить накомп'ютері попередню перевірку Доггетта, дізнавшись про його досвід роботи як детектива NYPD — а від 1995-го в ФБР. Скаллі стає погано і вона залишає комп'ютер, а згодом телефонує своїй мамі, Маргарет. Коли вона усвідомлює, що її телефон прослуховується, то дивиться у вікно, чи немає там когось — зовні перебуває чоловік що стежить за її вікном. Вона сердито дзвонить до Доггетта на знак протесту проти відстеження її телефонних розмов, чому він, здається, був по-справжньому здивований. Вона помічає таємничого чоловіка і біжить до зали, щоб переслідувати його, але зустрічає коменданта будинку Кобена, який стверджує, що бачив Малдера. Повернувшись до кімнати, Дейна бачить, що комп'ютер Фокса викрали. Уночі їй знову сниться кошмар із викраденим Малдером.
Тим часом Скіннер відвідує Самотніх Стрільців, які стежать за діяльністю НЛО в США у надії розшукати Малдера. Доггетт повідомляє Кершу — хтось веде паралельні пошуки агента Малдера. Доггетт приходить до кабінету Малдера і застає там Скаллі — вона щойно прокинулася. Пізніше Скіннер дізнається, що хтось скористався пропуском ФБР Малдера, аби отримати доступ до X-файлів, і що оперативна група Бюро вважає його головним підозрюваним. У той же час, Доггетт зібрав достатньо доказів, щоб відстежувати місцезнаходження Малдера до його так званого викрадення. Виявлено, що Фокс вмирає, і його ім'я викарбовано на сімейному гробівці з датою його смерті — 2000 рік. Останній рік стан Малдера постійно погіршувався.
Пізніше, більше доказів високої активності НЛО в Кліфтоні (Аризона), знаходять Самотні стрільці. Одночасно Доггетт отримує інформацію, коли хтось підсовує файл Гібсона Прайса під його двері. Скаллі знову сниться жахіття про досліди прибульців над Малдером.
Скаллі та Скіннер виїжджають до Аризони, не передаючи жодної своєї інформації Доггетту. У той же час Доггетт вважає, що, щоб знайти Малдера, вони спочатку повинні знайти місцеперебування Прайса. Доггетт на вертольоті відслідковує пересування Скіннера і Скаллі в автомобілі. Прайса знаходять у віддаленій школі для глухих в містечку Флемінгтаун. На момент прибуття оперативної групи Доггетта Гібсон уже втік через вікно і виїжджає на вершину пустельного пагорба з іншою людиною — Малдером. Доггетт бере утікачів на приціл.

## Зйомки
Сьомий сезон був імовірним завершенням «Цілком таємно». Персонажі в рамках серіалу були виписані, в тому числі Курця і мати Малдера, й було вирішено кілька сюжетних тем, включаючи долю сестри Фокса Малдера Саманти. Після врегулювання суперечки щодо контракту Духовни полишив участь в серіалі після сьомого сезону. Це спричинило невизначеність щодо ймовірності восьмого сезону. Картер та більшість шанувальників серіалу вважали, що «Цілком таємно» вийшов у кінцеву точку з відходом Духовни, тому Картер написав «Реквієм», останній епізод сьомого сезону — як можливий фінал серії. Але, бачачи, що мережа «Фокс» все ще зацікавлена у зйомках восьмого сезону, Картер також прагнув побудувати фінал таким чином, аби він міг перейти в інший сезон. Однак продюсерам було важко переконливо виписати персонажа Духовни зі сценарію та пояснити відсутність Малдера в епізодах майбутнього сезону. Врешті-решт було вирішено, що Малдер буде викрадений інопланетянами в «Реквіємі», тим самим залишаючи йому двері відкритими для повернення актора (у 11 епізодах наступного року)
Коли восьмому сезону надали зелене світло, Картер представив нового центрального персонажа замість Малдера — Доггетта. Більше 100 акторів пройшли прослуховування для цієї ролі, серед них Лу Даймонд Філліпс, Гарт Бохнер та Брюс Кемпбелл. Зокрема, Кемпбелл, після його участі в епізоді шостого сезону «Мова ніжності», був розглянутий, але через контрактне зобов'язання не зміг взяти участь — під час зйомок його в серіалі «Джек-шибайголова». Про те, що його потенційно можуть взяти як регулярного персонажа серіалу, Кемпбелл міркував: «Я працював над X-файлами в епізоді раніше, і думаю, що вони наче запам'ятали мене з цього епізоду. Було приємно бути причетним до цього — навіть якщо ви цього не отримаєте, приємно тусуватися на цій вечірці». Пізніше в сатиричній автобіографії Кемпбелла «Займатися коханням! Шлях Брюса Кемпбелла» (2005), він пожартував, що Патрік «кинув його з ролі».. Зрештою, виробники вибрали Роберта Патріка.. За повідомленнями, Патрік був відхилений через його роль в «Термінаторі 2: Судний день» (1991) — так «Фокс» вважав, що він залучить до серіалу чоловіків віком від 18 до 35 років. Фактично керівники «Fox» повідомили про загальний ріст демографічної картини глядачів серіалу на 10 % — виключно завдяки кастингу Патріка.
Картер був натхненний написати сцену, в якій Скаллі бризкає водою в обличчя Доггетту — оскільки він знав, що Патрік зіткнеться з опозицією фан-спільноти. Сцена навіть була вперше знята, щоб по-справжньому познайомити Патріка з серіалом. Після завершення «Цілком таємно» у 2002 році Патрік прокоментував, що ця частина епізоду стала його улюбленою сценою в серіалі, і зізнався, що не міг придумати кращого способу представити свого персонажа. Том Брейдвуд, який виступає в цьому епізоді як повторюваний персонаж Фрогікі, також зазначив, що перша зустріч Доггетта і Скаллі була однією з його улюблених сцен усієї серії. І Роберт Патрік, й режисер епізоду Кім Меннерс вважали, що це ідеальний спосіб представити Джона Доггетта, та що Патрік вніс у серіал нове почуття енергії, оскільки раніше в основному це було використовування однакових символів протягом 7 років.
Оскільки в сценарії епізоду не вказано особу, яка підсуває файл про Гібсона під двері Доггетта, згодом Кіму Меннерсу довелося запитати у сценаристів, хто цей загадковий персонаж. Зрештою Кріс Картер та Френк Спотніц сказали режисерові, що невідомою людиною був Керш. Роберт Патрік задав те саме запитання Меннерсу, але режисер — сам ще не впевнений у відповіді і сподіваючись уникнути можливості оповісти дурницю — не давав акторові відповіді. Патрік вважав — причина того, що Меннерс був цілеспрямовано таємним, полягає в тому, що режисер хотів, аби Патрік все ще «дивувався» щодо особистості таємничого відвідувача, тим самим сприяючи його виступу. До аудіо-коментаря для «Зсередини» Меннерс дражнив Патріка, ніби причиною того, що він не відповів на запитання, була тодішня його нелюбов Патріка. Дії Керша згодом розкриваються та пояснюються у прем'єрі дев'ятого сезону «Нічого особливого сьогодні не сталося».
У коментарях до епізоду Патрік зазначив, що він нервував перед зйомками епізоду, оскільки був великим шанувальником «Цілком таємно», перш ніж стати частиною акторського складу. Перш ніж знімати епізод, Картер кілька разів нагадував Патріку, що він повинен бути у хорошій формі. Більшість епізодів — як і решта сезонів шостого, сьомого, восьмого та дев'ятого сезонів — була знята поблизу Лос-Анджелеса. Кінцівка епізоду, а також більшість наступних серій були зняті на горі Спліт в державному парку Анза-Боррего. За словами продюсера Пола Рабвіна, «неймовірна теплова хвиля» потрапила в район під час зйомок, що призвело до нестерпних умов. У пустелі акторському складу та знімальному колективу повідомили, що існує 25 % можливість того, що когось укусить гримуча змія. Піледжі згодом пожартував, що під час зйомок його сцен все, про що він міг думати, це як натрапляє на змію. Джим Енг, член знімальної групи «Цілком таємно», загинув під час зйомок цього епізоду внаслідок ураження електричним струмом, іще постраждало шість інших учасників знімального колективу. Цей епізод присвячений його пам'яті.
Оригінальна візуальна послідовність для першого сезону була зроблена в 1993 році і залишалася незмінною до «Зсередини». Потім послідовність була змінена, включаючи нові зображення, оновлені фотографії значків ФБР для Духовни та Андерсон, а також додавання Патріка до основного складу (Духовни буде представлений у початкових титрах лише тоді, коли з'явиться в епізоді). На відкритті також містяться зображення, які натякають на вагітність Скаллі і, за словами Френка Спотніца, демонструють «абстрактне» пояснення відсутності Малдера, коли його бачать

## Показ і відгуки
«Зсередини» вперше вийшов в ефір «Fox» 5 листопада 2000 року. Епізод отримав рейтинг Нільсена 9,5, що означає — його переглядали 9,5 % загальностатистичних домогосподарств. Епізод переглянули 9,58 млн домогосподарств та 15,87 млн глядачів. Епізод зафіксував зниження на 11 % порівняно з початком 7-го сезону «Шосте вимирання», та незначне збільшення порівняно з фіналом 7-го сезону «Реквієм», який переглянули 15,26 мільйона глядачів. Як тільки «Зсередини» та «Зовні» були завершені, Картер продемонстрував їх у Академії телебачення. За словами Патріка, обидва епізоди відтворювали «як художній фільм». «Фокс» рекламував епізод із слоганом «Нова справа — це полювання. Новий агент — загадка. Новий X-файл — Малдер».
Загалом епізод отримав позитивні відгуки критиків. Джессіка Морган з «Телебачення без жалю» надала епізоду дуже нечасту оцінку «А +». Продовження роботи, «Зовні», також отримала «А +» — це єдині серії «Цілком таємно», які отримали престижний рейтинг від сайту. Рецензент «Entertainment Weekly» Кен Такер дав епізоду переважно позитивний відгук і присвоїв йому A-. Він сказав, що Патрік зобразив Доггетта «твердо і ретельно», даючи переважно позитивні відгуки про його включення. Крім того, він зауважив, що Андерсон продемонструвала всю «її неприємність» у цьому епізоді та подальші дії в «Зовні». «Space.com» також позитивно відреагував на епізод, насолоджуючись ідеєю перетворити персонажа Скіннера в «справжнього віруючого». Пола Вітаріс з «Cinefantastique» надала епізоду більш змішаний огляд і присудила 2 зірки з чотирьох. Вітаріс критикувала як неприродне подовження вагітності Скаллі, так і демонстування Малдера, називаючи це «не більше ніж натяками».
Роберт Ширман та Ларс Пірсон у книзі «Хочемо вірити: критичний посібник з Цілклм таємно, Мілленіуму та Самотніх стрільців» оцінили епізод 4 зірками з п'яти. Вони писали, що «епізод співає, коли заново віднаходить старе і вводить нове». Однак вони розкритикували повернення Гібсона, зазначивши, що «це повернення майже взагалі виводить з ладу епізод… йому вдається лише зробити момент, який здавався, ніби він робив „Цілком таємно“. Сміливий новий початок, здається — він збирається запропонувати більше із тієї самої старої шухляди». Том Кессеніч у книзі «Іспити» написав помірно позитивну рецензію на епізод. Він зазначив: «Багато в чому „Зсередини“ нагадував нам, чому ми щотижня налаштовуємось на Цілком таємно. Однак він також нагадав, чому шлях вперед буде складним. Фокса Малдера може не бути, але його ніколи не забудуть. Або замінять».
Зак Гендлен з «The A.V. Club» написав, що «як „Зсередини“, так і „Ззовні“ — чудовий спосіб піднятись після закінчення попереднього сезону», і кілька епізодів… добре працює, як вступ до нового наративного статусу-кво. Він присудив обидвом статтям «B +» і високо оцінив характеристику Доггетта, написавши, що «Роберт Патрік вносить в партію виразну, харизматичну енергію». Однак він дещо критикував деякі особливості епізоду, такі як лінія сумуючої Скаллі, або «мелодраматична похмурість і перегріті монологи».
Деякі шанувальники критикували введення постаті Доггетта — стверджуючи, що персонаж був навмисно створений замість Малдера. Картер відповів на це в інтерв'ю «National Public Radio», заявивши: «Те, що він приносить — це інший підхід до „Цілком таємно“. Перш за все, він скептик, котрий стирає коліна в пошуках, тому він не може бути іншим, ніж Малдер. Він інсайдер у ФБР, дуже сподобався, має приятелів. Малдер, звичайно, був вигнаний десь у підземелля разом із усіма своїми X-файлами. Тому, коли його поєднують з агентом Скаллі, яка стала чомусь неохоче віруючою, динаміка серіалу повністю змінюється».

## Знімалися
- Джилліан Андерсон — Дейна Скаллі
- Мітч Піледжі — Волтер Скіннер
- Джеймс Пікенс-молодший — Елвін Керш
- Роберт Патрік — Джон Доггетт
- Кірк Б. Р. Воллер — Джин Кейн
- Том Брейдвуд — Мелвін Фрогікі
- Брюс Гарвуд — Джон Фітцджеральд Байєрс
- Дін Хаглунд — Річард Ленглі
- Шейла Ларкен — Маргарет Скаллі
- Крістін Фіркінс — Теа Шпрехер
- Браян Грінберг — Ордер Такер
- Дондре Вітфілд — агент